# رين مازوير
رين مازوير (مواليد 1944) هي فنانة تشكيلية فرنسية تصف نفسها بأنها "فنانة تصويرية غير واقعية". وهي زوجة المخرج الراحل روبرت مازوير. تعاونت مع مصممي الديكور في بعض أفلامه ومسلسلاته التلفزيونية، كما ظهرت كممثلة في بعضها. في السنوات الأخيرة، واصلت مسيرتها الفنية، بالإضافة إلى إخراج أفلام قصيرة وتوضيح كتب الشعر الهراء.

## الحياة المبكرة والتعليم
وُلدت رين مازوير في مونبريزون، إقليم لوار في وسط فرنسا، في 6 يناير 1944. كان والدها يعمل منجدًا ومصمم ديكور وتاجر تحف، بينما كانت والدتها خياطة ومنجدة. كان كل من والدها وجدها رسامين هواة، وقد صرّحت بأنها تدين بميولها الفنية لوالدها.
أمضت طفولتها المبكرة بين مونبريزون، حيث عاشت مع والديها، ومونترون-ليه-بان، الواقعة أيضًا في إقليم لوار، حيث كانت منازل أجدادها. التحقت بالمدرسة الابتدائية في مونبريزون، ثم واصلت دراستها الثانوية في سانت إتيان. بعد ذلك، التحقت بـإيكل دي بوزار دي سانت إتيان، حيث حصلت على دبلوم في التزيين، قبل أن تنتقل إلى باريس لمواصلة مسيرتها الفنية.

## حياة مهنية

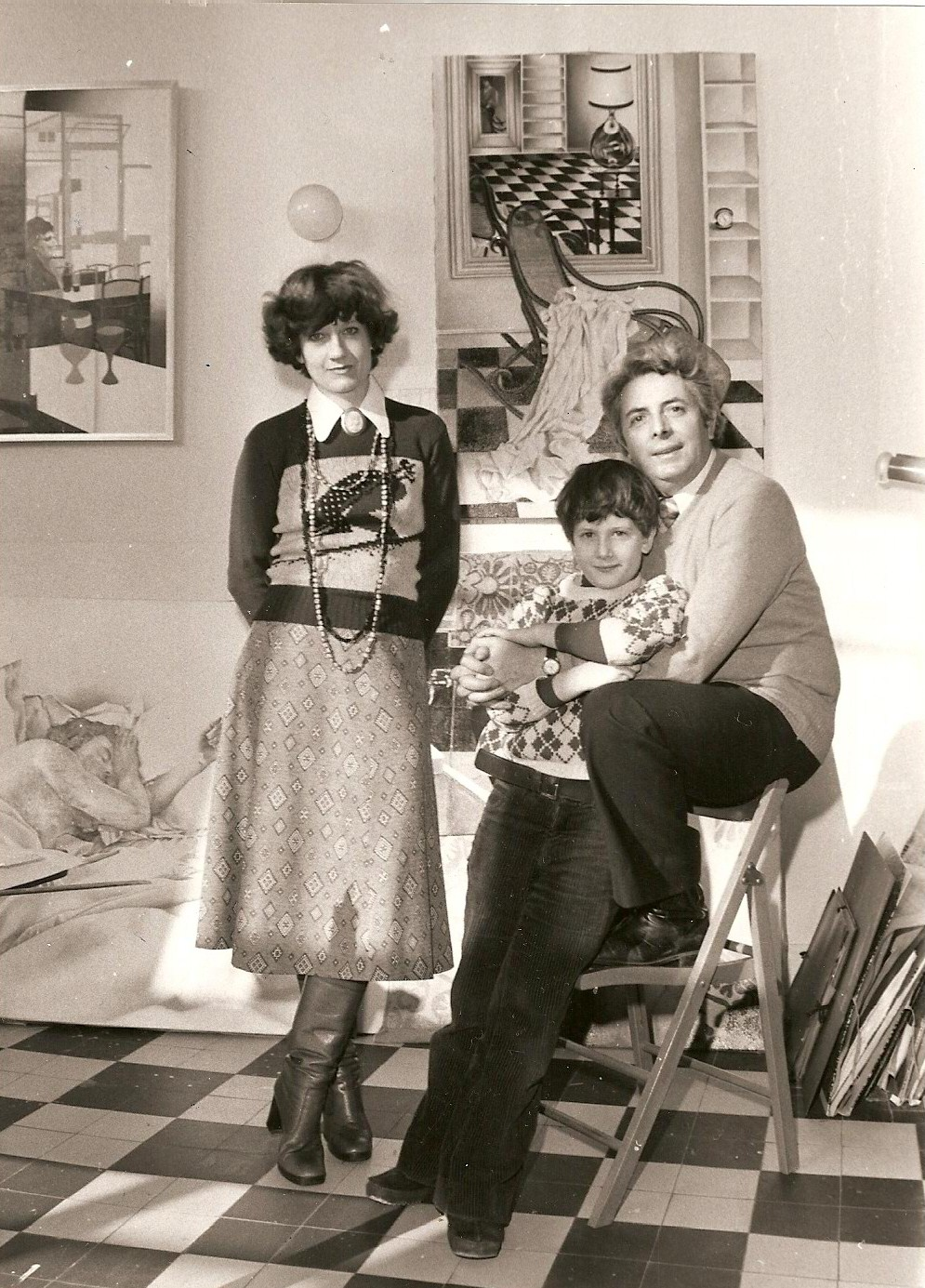
رين مازوير مع زوجها وابنها في مرسمها

التقت رين مازوير بالمخرج السينمائي روبرت مازوير (1929–1999) في باريس، وتزوجا عام 1965. أنجبا ابنًا واحدًا، جوليان (1966–1992). أقامت أول معرض فني لها في باريس عام 1973، بعد أن عرضت أعمالها سابقًا في بريتاني.
عملت أيضًا مع زوجها كمصممة ديكور سينمائي، كما في فيلم Maria des Eaux-Vives، وظهرت في بعض أفلامه ومسلسلاته التلفزيونية، ولا سيما المسلسل التلفزيوني المكون من 13 حلقة Les Gens de Mogador.
في عام 1997، أخرج زوجها فيلمًا وثائقيًا مدته 23 دقيقة بعنوان Le Portrait du peintre (صورة الرسام), حيث تتبعها أثناء عملية الرسم. قام جاك لوسيه بتأليف الموسيقى التصويرية الأصلية للفيلم.

## المعارض الفردية
معارض مازوير الفردية مدرجة أدناه. كما ساهمت في حوالي 20 معرضًا جماعيًا. 
- 2024. معرض فني في باريس

- 2022. لقاءات متخيلة ، متحف ألارد، مونتبريسون [9]

- 2017. لقاءات متخيلة, بوردو

- 2015. صور الفنانين ، باريس

- 2013. نهاية العالم (تركيب)، ليون [5]

- 2011. روح الطفولة، منتزهات المنشآت ، مونتبريسون

- 2009. روح الطفولة ، لندن، إنجلترا

- 2009. الباستيل ، مونتبريسون

- 2007. هدايا تذكارية للطفولة ، ليون

- 2002. زمن المقاهي ، باريس

- 2000. MAC2000 الفن المعاصر، باريس

- 1999. إسباس شاتليه فيكتوريا، باريس

- 1998. لو مانتو دي لوكريس ، سانت إتيان

- 1997. Le Labyrinthe au-delà des forêts (تثبيت) باريس

- 1996. التريمبلين ، ليون

- 1995. شغف الماء ، باريس

- 1994. ماك 2000 الفن المعاصر، باريس؛ لومان ; أوفنبورغ

- 1993. بورتريهات ديكريفان ، سانت إتيان

- 1992. غاليري ليليان فرانسوا؛ وجاليري ماجدة دانيش، باريس؛ غاليري الاسم المستعار، باريس

- 1991. ترينالي دو باستيل ، ألون، سارث

- 1990. Mac2000 الفن المعاصر، باريس

- 1989. هيريتيك ، ماك 2000 الفن المعاصر، باريس

- 1988.فندق دي فيل ، جارشيس

- 1984. في أحد جامعي التحف، باريس

- 1983. معرض ماتيس، فيشي

- 1979. غاليري مطار أورلي ، باريس

- 1977. دار الثقافة، سانت إتيان

- 1975. معرض أنيك جيندرون، باريس

- 1969. Empreintes et Reliefs ، كيردروك، بريتاني